# Olympische Sommerspiele 1976/Teilnehmer (Bermuda)
| Gelbes Symbol für Goldmedaillen mit stilisierten Olympischen Ringen | Graues Symbol für Silbermedaillen mit stilisierten Olympischen Ringen | Braundes Symbol für Bronzemedaillen mit stilisierten Olympischen Ringen |
| ------------------------------------------------------------------- | --------------------------------------------------------------------- | ----------------------------------------------------------------------- |
| —                                                                   | —                                                                     | 1                                                                       |

Bermuda nahm an den Olympischen Sommerspielen 1976 in Montreal mit einer Delegation von 16 Athleten (15 Männer und eine Frau) in zwölf Wettkämpfen in drei Sportarten teil.
Clarence Hill gelang im Schwergewichtsboxen mit Bronze der einzige Medaillengewinn bei den Spielen und der erste Medaillengewinn Bermudas in dessen Olympischer Geschichte.

## Teilnehmer nach Sportarten

### Boxen
- Robert Burgess
Halbschwergewicht: 5. Platz

- Clarence Hill
Schwergewicht: Bronze

### Leichtathletik
Männer
- Dennis Trott
100 m: Halbfinale
4-mal-100-Meter-Staffel: Halbfinale

- Michael Sharpe
100 m: Vorläufe
4-mal-100-Meter-Staffel: Halbfinale

- Gregory Simons
100 m: Vorläufe
4-mal-100-Meter-Staffel: Halbfinale

- Calvin Dill
200 m: Viertelfinale
4-mal-100-Meter-Staffel: Halbfinale

- Renelda Swan
400 m: Vorläufe

- Ray Swan
Marathon: 58. Platz

- Clark Godwin
Hochsprung: in der Qualifikation ausgeschieden

Frauen
- Debbie Jones
100 Meter: Vorläufe

### Segeln
- Howard Lee
Finn-Dinghy: 26. Platz

- Eugene Simmons
470er Jolle: 17. Platz

- Larry Lindo
470er Jolle: 17. Platz

- Richard Belvin
Soling: 21. Platz

- Gordon Flood
Soling: 21. Platz

- Raymond Pitman
Soling: 21. Platz